# Ро Томас
Томас Ро (або Роу; Thomas Roe, 1581 — 6 листопада 1644) — англійський дипломат Єлизаветинської епохи та часів правління Якова I. За своє життя Роу побував від Центральної Америки до Індії; як посол він представляв Англію в імперії Моголів, Османській імперії та Священній Римській імперії. Він посідав місце у Палаті громад у різні періоди між 1614 та 1644 роками. Роу був досконалим вченим та покровителем знання.
На його честь названа протока в Північному Льодовитому океані — Рос-Велком.